# Crnjika
Crnjika (crnika, prdibukarica, lat. Nigella), rod uresnog, jednogodišnjeg raslinja iz porodice Ranunculaceae. Postoji dvadesetak vrsta raširenih najviše po zemljama Sredozemlja, a neke vrste uvezene su i u Sjevernu Ameriku. U Hrvatskoj rastu uzgojena crnjika ili primorski kumin (N. sativa), poljska crnjika (N. arvensis) i damaščanska crnjika (N. damascena)

## Vrste
1. Nigella arvensis L.
2. Nigella carpatha Strid
3. Nigella ciliaris DC.
4. Nigella damascena L.
5. Nigella degenii Vierh.
6. Nigella deserti Boiss.
7. Nigella doerfleri Vierh.
8. Nigella elata Boiss.
9. Nigella fumariifolia Kotschy
10. Nigella gallica Jord.
11. Nigella hispanica L.
12. Nigella icarica Strid
13. Nigella koyuncui Dönmez & Ugurlu
14. Nigella orientalis L.
15. Nigella oxypetala Boiss.
16. Nigella papillosa G.López
17. Nigella sativa L.
18. Nigella segetalis M.Bieb.
19. Nigella stellaris Boiss.
20. Nigella stricta Strid
21. Nigella turcica Dönmez & Mutlu